# Wahlkreisbüro

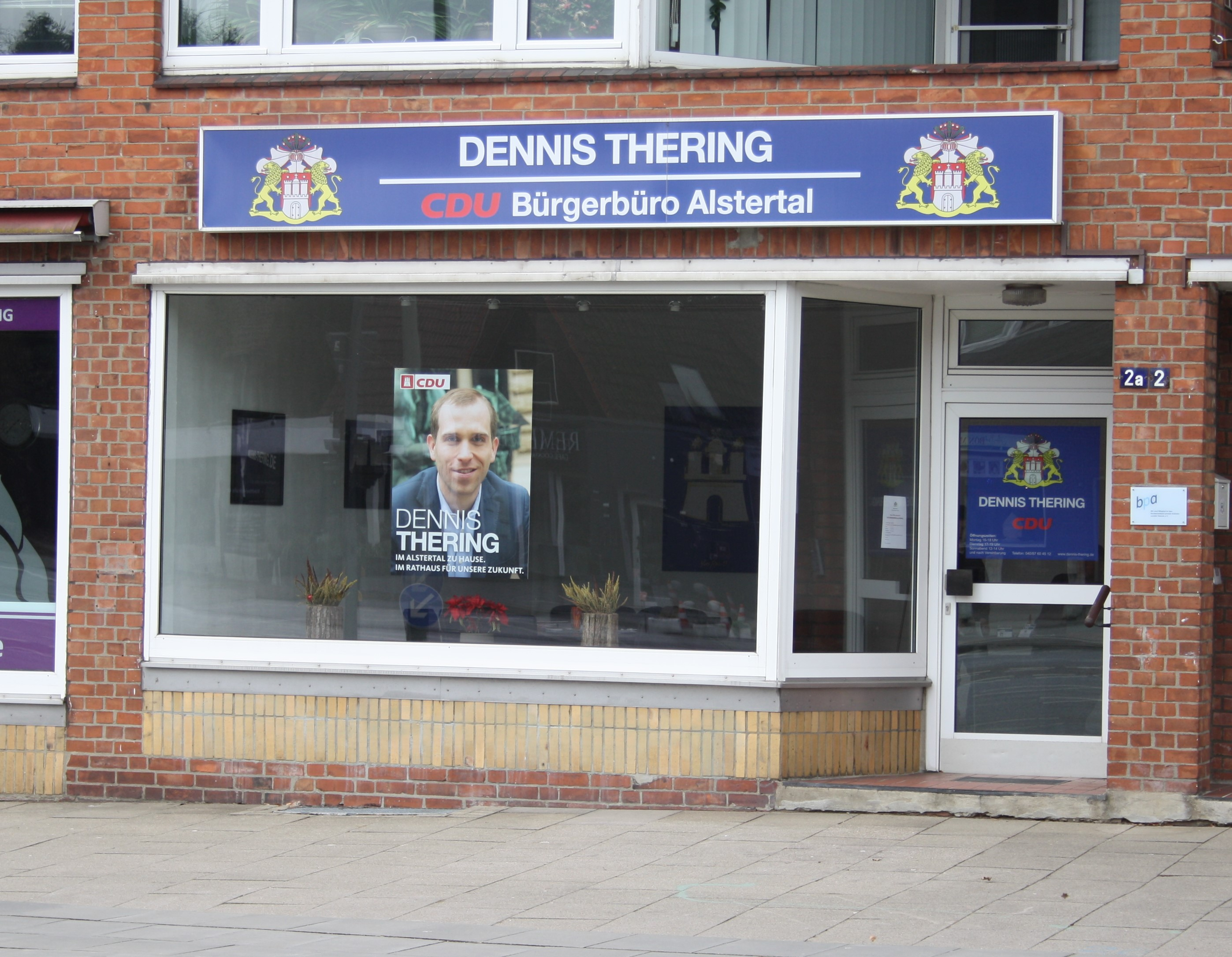
Wahlkreisbüro des Hamburgischen Bürgerschaftsabgeordneten Dennis Thering

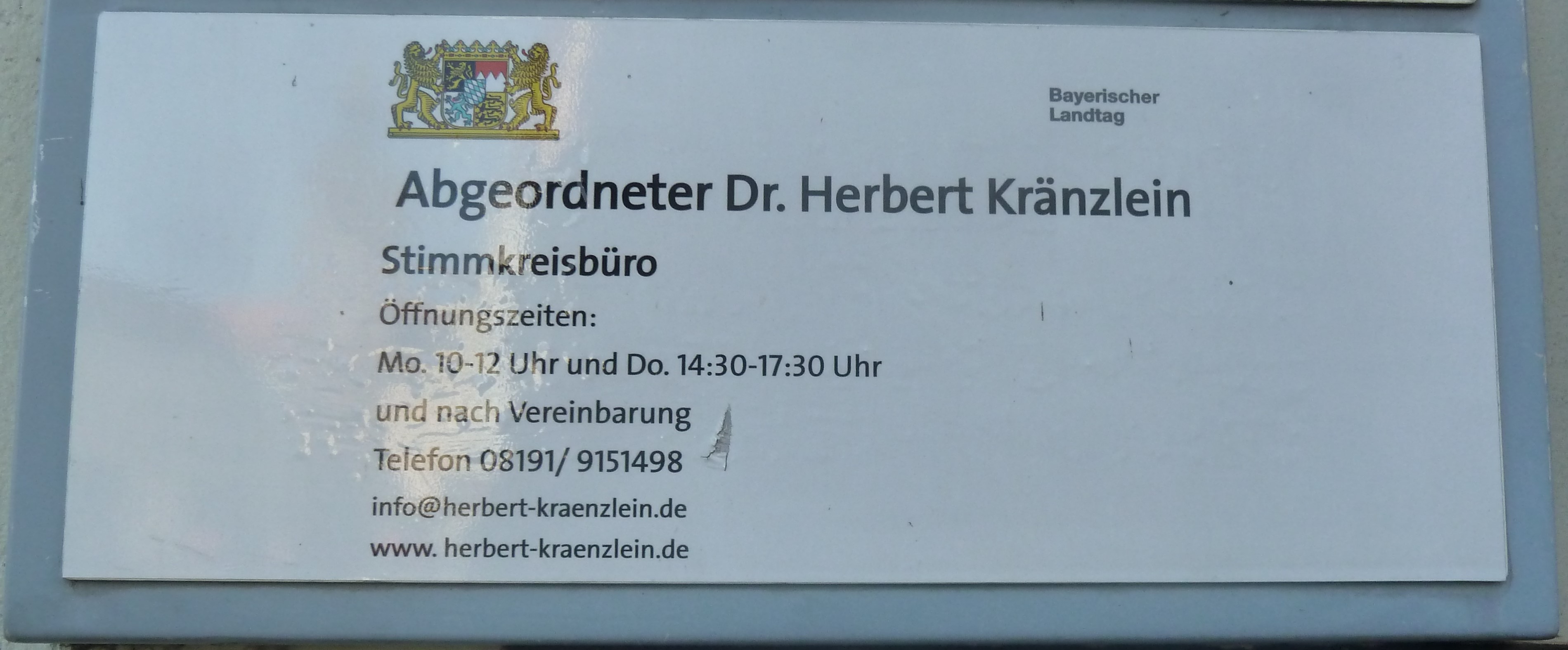
Schild am Stimmkreisbüro des ehem. Mitglieds des Bayerischen Landtags Herbert Kränzlein in Landsberg am Lech

Ein Wahlkreisbüro oder Stimmkreisbüro wird von einem Abgeordneten in dessen Wahlkreis eingerichtet und unterhalten, um mit den Bürgern und insbesondere mit seinen Wählern direkt vor Ort in Kontakt zu treten.
Wahlkreisbüros sind immer wieder Gegenstand von Angriffen durch politische Gegner.

## Deutscher Bundestag
Mitglieder des Deutschen Bundestages erhalten dafür eine monatliche Kostenpauschale gemäß § 12 Abs. 2 Satz 1 Nr. 1 AbgG, um das Wahlkreisbüro zu unterhalten.
Weder das Grundgesetz noch andere Gesetze verpflichten den Abgeordneten dazu, ein solches Wahlkreisbüro zu unterhalten. Jedoch versprechen sich Abgeordnete durch die Bürgernähe einerseits mehr Informationen für die Arbeit im Bundestag und bessere Chancen zur Wiederwahl. Daher haben häufig Direktkandidaten Wahlkreisbüros. Es kommt oft vor, dass Wahlkreisbüros in oder in räumlicher Nähe von Parteibüros unterhalten werden.
Wenn ein Abgeordneter ein Wahlkreisbüro einrichtet, dann ist dessen Schriftgut so geschützt wie im Abgeordnetenbüro im Deutschen Bundestag.